# محمد در قرآن
نام محمد پیامبر اسلام در قرآن با عنوان محمد ۴ بار و با عنوان احمد ۱ بار آورده شده‌است. احمد در سوره صف آیه ۶ و محمد در سوره‌های سوره آل عمران آیه ۱۴۴ و سوره احزاب آیه ۴۰ و سوره محمد آیه ۲ و سوره فتح آیه ۲۹ آمده‌است. عباراتی چون رسول الله، الرسول، امی و غیره نیز در قرآن آمده‌است. و یک سوره هم به نام محمد در قرآن آمده‌است.

## سوره آل عمران آیه ۱۴۴
در سوره آل عمران آیه ۱۴۴ آمده‌است: «محمد صلی الله علیه و آله فرستاده خدا بود و پیش از او فرستادگان دیگری نیز بودند، آیا اگر او بمیرد یا کشته شود شما به عقب برمی گردید؟ (و با مرگ او اسلام را رها کرده به دوران کفر و بت پرستی بازخواهید گشت؟) و هر کس به عقب بازگردد هرگز ضرری به خدا نمی‌زند، و بزودی شاکران را پاداش خواهیم داد.»

## سوره احزاب آیه ۴۰
در سوره احزاب  آیه ۴۰ آمده‌است: «محمد پدر هیچ یک از مردان شما نیست، ولی رسول خدا و خاتم پیامبران است و خداوند به هر چیز آگاه است.»

## سوره محمد آیه ۲
در سوره محمد آیه ۲ آمده‌است: «و کسانی که ایمان آوردند و عمل صالح انجام دادند و به آن چه بر محمد نازل شده، و همه حق است و از سوی پروردگار آمده نیز ایمان آوردند خداوند گناهانشان را می‌بخشد و کارشان را اصلاح می‌کند.»

## سوره فتح آیه ۲۹
در سوره فتح آیه ۲۹ آمده‌است: «محمد فرستاده خداست و کسانی که با او هستند در برابر کفار سرسخت و شدید، و در میان خود مهربانند، پیوسته آن‌ها را در حال رکوع و سجود می‌بینی، آن‌ها همواره فضل خدا و رضای او را می‌طلبند، نشانه آن‌ها در صورتشان از اثر سجده نمایان است، این توصیف آن‌ها در تورات است، و توصیف آن‌ها در انجیل همانند زراعتی است که جوانه‌های خود را خارج ساخته، سپس به تقویت آن پرداخته، تا محکم شده و بر پای خود ایستاده‌است، و آن اندازه رشد و نمو کرده که زارعان را به شگفتی وامی دارد! این برای آن است که کافران را به خشم آورد، خداوند کسانی از آن‌ها را که ایمان آورده‌اند و عمل صالح انجام داده‌اند وعده آمرزش و اجر عظیمی داده‌است.»

## سوره صف آیه ۶
در سوره صف آیه ۶ آمده‌است: «و به یاد آورید هنگامی را که عیسی پسر مریم گفت: ای بنی اسرائیل! من فرستاده خدا به سوی شما هستم در حالی که کتابی (تورات) را که پیش از من فرستاده شده تصدیق دارم و بشارت دهنده به رسولی هستم که بعد از من می‌آید، و نام او احمد است، هنگامی که او (احمد) با معجزات و دلایل روشن به سراغ آن‌ها آمد گفتند: این سحری است آشکار.»